# San Buenaventura (Peru)
O Distrito peruano de San Buenaventura é um dos sete distritos que formam a Província de Canta, situada na Região de Lima.

## Transporte
O distrito de San Buenaventura é servido pela seguinte rodovia:
- PE-20A, que liga o distrito de Tinyahuarco (Região de Pasco) à cidade de San Martín de Porres (Província de Lima)
- LM-110, que liga a cidade ao distrito de Sumbilca [2][3][4]